# Saint-Girons-d'Aiguevives
Saint-Girons-d'Aiguevives è un comune francese di 966 abitanti situato nel dipartimento della Gironda nella regione della Nuova Aquitania.

## Società

### Evoluzione demografica
Abitanti censiti